# 永井芳之介
永井 芳之介（ながい よしのすけ、天保4年（1833年） - 元治元年10月16日（1864年11月15日））は、江戸時代末期（幕末）の水戸藩士。諱は道正。別名に長井順成。「芳之助」表記の文献もある。
藤田幽谷の甥であり藤田東湖の従兄弟である永井政介の長男。甥に明治・大正・昭和初期に活躍した体育教育家であり、本郷中学校初代教頭であった永井道明がいる。
吉田松陰が水戸を訪問した折に永井家に滞在し交友を深め、二つの漢詩を贈られた。後に天狗党として古河藩で処刑された。

## 生涯

### 生い立ち
天保4年（1833年） 、永井廣徳政介の長男として水戸に生まれる。弟である永井道敏三次郎に薫陶するなど学を好み、才気もあり書にも優れ文武両道であり、親戚である藤田東湖からも愛顧を受けていた。
例えば藤田東湖が武田耕雲斎へ金を貸した時に、芳之介がその使者をたびたび務めたという書簡が残されている。

### 吉田松陰との出会いと交友
嘉永5年12月19日（1853年1月28日）、永井政介宅を訪れた吉田松陰と出会い、留守であった政介の代わりに松陰の対応をしたことから二人の交友が始まり、那珂川視察など松陰の様々な水戸での行動に共をし、交友を深めていった。
そして嘉永6年1月19日（1853年2月26日）、松陰が水戸を出立する前日に、芳之介へ「四海皆兄弟」の文から始まる惜別の詩が贈られた。
そして翌日の嘉永6年1月20日（1853年2月27日）、芳之介は松陰たちを見送り、「青柳の渡し」で別れた。
その後東北遊学を終えた吉田松陰は、長州藩から脱藩しての行動だったため、江戸から萩へ罪人として送還されてしまう。
そして「有憶長井順正」と題された漢詩が手紙で送られた。
この漢詩が書かれ贈られた年月は判明していないが、ペリーによる黒船来航以降と推察され、また『松陰詩稿』によると「乙卯」即ち安政2年（1855年）の詩作となっている。
ちなみに余談であるが、永井家にはこの二つの漢詩の他にも吉田松陰の書が数多く残されていたが、後述の「天狗党の乱」の時に盗難などに遭ってしまい、残されたのがこの二つの漢詩のみとなってしまっている

### 吉田松陰との別離後
安政に入り水戸藩彰考館で国史の編集助手となっていた。
そして安政2年（1855年）8月、豊田天功が水戸藩に蘭学者を招いて水戸藩士に蘭学を学ばせることを希望した事により蘭学者・下間良弼が水戸藩に招かれ、その指導を受ける者として特に好適な藩士が選ばれ同年9月、天功の子である豊田香窓の他、福地勝衛門、真木作十郎、海野亥之松、菅政友、鈴木蘭台、関辰三、そして永井芳之介の計８名が選ばれた芳之介たちは天功の監視下の元に神文宣誓を行った上で、同年12月より弘道館医学館の一室で初心者向けである「マーリン蘭仏辞典」や「ドゥーフ・ハルマ」などを用いて蘭学を学んだ。
ところが安政6年10月27日（1859年11月21日）、「安政の大獄」に連座した吉田松陰が処刑された後、安政6年11月6日付の豊田天功の書簡によると、豊田により佐野竹之介、石川八百蔵、神永甚之允らと共に永井芳之介の処罰を望まれていた。
そして「桜田門外の変」後の、安政から万延への改元当日の3月18日（1860年4月8日）付の会沢正志斎の手紙によると「戊午の密勅」返納問題に際し、永井芳之介は返納反対派である激派に与し熱狂化し、ほとんど暴徒に近くなってしまっていたと記されていた。
また同年の頃、藤田東湖の長男である藤田健次郎が異母弟・藤田小四郎の彰考館入りを豊田天功に願い出ていた際に、豊田天功からの書簡の中で、当時彰考館にいた永井芳之介は「志士型」の人物であり、彰考館での国史編集助手の仕事を「些細な仕事」として軽んじ、床井莊三や住谷寅之介たちと共に義兵を挙げる事を激しく主張していた、と評されていた。

### 天狗党の乱と最期
その後与力となるが、元治元年の夏、水戸藩藩校の一つである那珂湊文武館に元取として配属され、激論派の同志たちと共に近隣の住民の志気を煽り、民たちを奮い立たせた。
「天狗党の乱」発生時に松平頼徳の軍が那珂湊に来た時に同志たちや那珂湊の民たちと共にこれに加わり、また新たに兵を募り集めるべくまずは鹿島に向かった。しかし幕府軍の兵に見つかり囲まれたが辛くも脱出した。
しかし元治元年9月10日（1864年10月10日）、下総の小堤村で古河藩兵により捕縛され投獄された

そして元治元年10月16日（1864年11月15日）、同獄であった足利の豪農青木彦三郎や同じく水戸藩士の高橋壽之介らと共に古河藩により切腹に処せられた。満３２才没。

## 死後
刑に処された後、古河藩の本成寺に埋葬された。
明治2年（1869年）に徳川昭武が水戸藩主に就任後、天狗党の乱により藩外で死亡したり刑に処せられた水戸藩士たちの水戸藩への改葬手続きが行われ、永井芳之介も古河藩から水戸藩へ改葬された。
その際には弟である道敏が改葬のために古河に向かったという。永井芳之介の墓は現在常磐共有墓地にある。
1889年（明治22年）、天狗党を始めとする幕末水戸藩士殉難者に対し、靖国神社において5月5日に招魂祭が、そして翌5月6日に例大祭が行われ、永井芳之介も共に靖国神社に合祀された。
1933年（昭和8年）10月16日、古河史跡保存会の斡旋により、娘・広川冬、孫・永井一郎、甥・永井道明、他親族一同の手により仮埋葬地であった古河市本成寺の募域内に石碑が建てられた

## 現在
1998年（平成10年）4月、永井政介宅跡地となる関東ハウジング株式会社前に「四海皆兄弟」の詩文が刻まれた「吉田松陰　水戸留学の地」の石碑が建てられた
そして吉田松陰から永井芳之介へ贈られた二つの漢詩は永井家で長年保管され、「四海皆兄弟」は1979年（昭和54年）に、そして「有憶長井順正」は2021年（令和3年）10月に弘道館へ寄託され、吉田松陰と水戸藩の企画展と共に定期的に展示されている。

。

## 参考資料
- 近世日本国民史. 〔第54〕 - 国立国会図書館デジタルコレクション P214
- 修補殉難録稿. 前篇 - 国立国会図書館デジタルコレクション P472,P473
- 類聚伝記大日本史. 第4巻 - 国立国会図書館デジタルコレクション P438
- 水戸藩尊皇志士略伝 - 国立国会図書館デジタルコレクション P63